# Kirpili
Il Kirpili (in russo Кирпили?) è un fiume della Russia europea meridionale, tributario del mar d'Azov. Scorre nel Territorio di Krasnodar.
La sorgente del fiume si trova nel villaggio di Južnyj; il Kirpili scorre in direzione prevalentemente nord-occidentale e attraversa la città di Timašëvsk. Non ha una foce chiaramente definita: si diffonde attraverso paludi, pianure alluvionali e attraverso i liman Kirpil'skij e Achtarskij raggiunge il mar d'Azov. La lunghezza del fiume è di 202 km. L'area del bacino idrografico è di 2650 km². Nel suo bacino ci sono 330 strutture di blocco (dighe e sbarramenti) che hanno trasformato il fiume in una cascata di stagni utilizzati per l'irrigazione, l'itticoltura e la pesca.